# Roner
Roner je priimek več znanih Slovencev:
- Jože Roner (1940−2012), kolesar
- Marko Roner, fizioterapevt